# Napolitansk pizza
Napolitansk pizza (italiensk: pizza napoletana) er en type pizza lavet med tomat og mozzarellaost. Den skal fremstilles med San Marzano-tomater, som vokser på de vulkanske sletter syd for Vesuv, og Mozzarella di Bufala Campana, en oprindelsesbeskyttet ost fremstillet med mælk fra vandbøfler, der har gået semi-vildt i marsklandet ved Campania og Lazio. Napolitansk pizza er beskyttet med Garanti for Traditionel Specialitet i Europa, og fremstillingsprocessen er på UNESCOs liste over immateriel kulturarv.